# Spielzeugwaffe

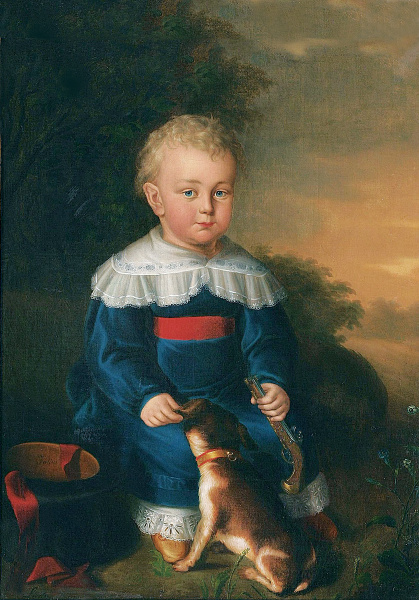
Bildnis eines vornehmen Knaben mit Spielgewehr und Hund, 18. Jahrhundert

Unter Spielzeugwaffen versteht man gemeinhin Imitationen echter Waffen. Im Spiel der Kinder kann jedoch prinzipiell jeder Gegenstand auch zu einer Spielwaffe werden. Es kommt dabei nicht auf den realen Gegenstand, – etwa einen Stock, einen Tannenzapfen oder ein Fahrtenmesser – an, sondern auf die symbolische Sinnzuweisung des Gegenstands durch die Spielenden und auf das Handlungsgeschehen.

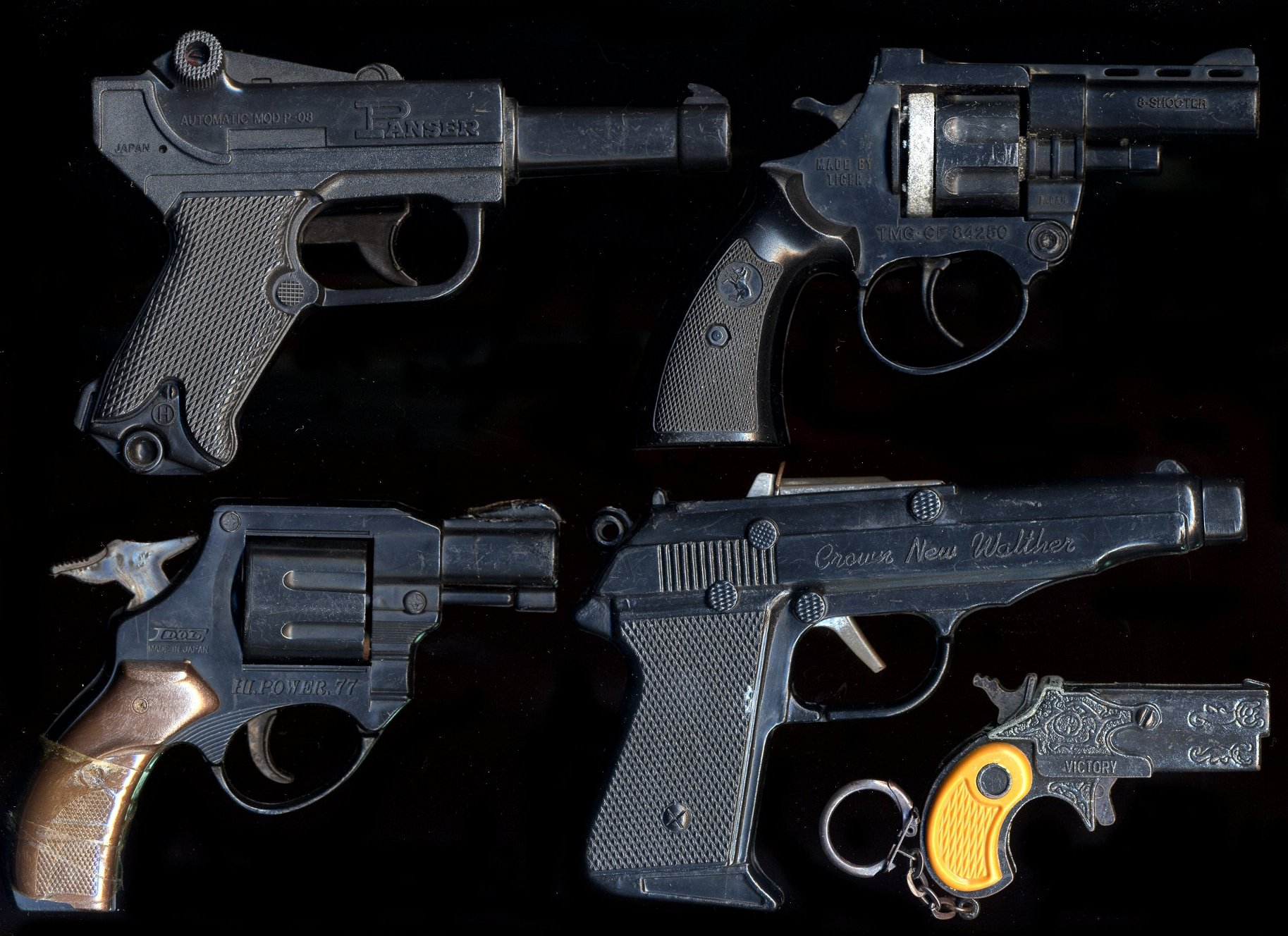
Echten Waffen grob nachempfundene Spielzeugpistolen, 2005

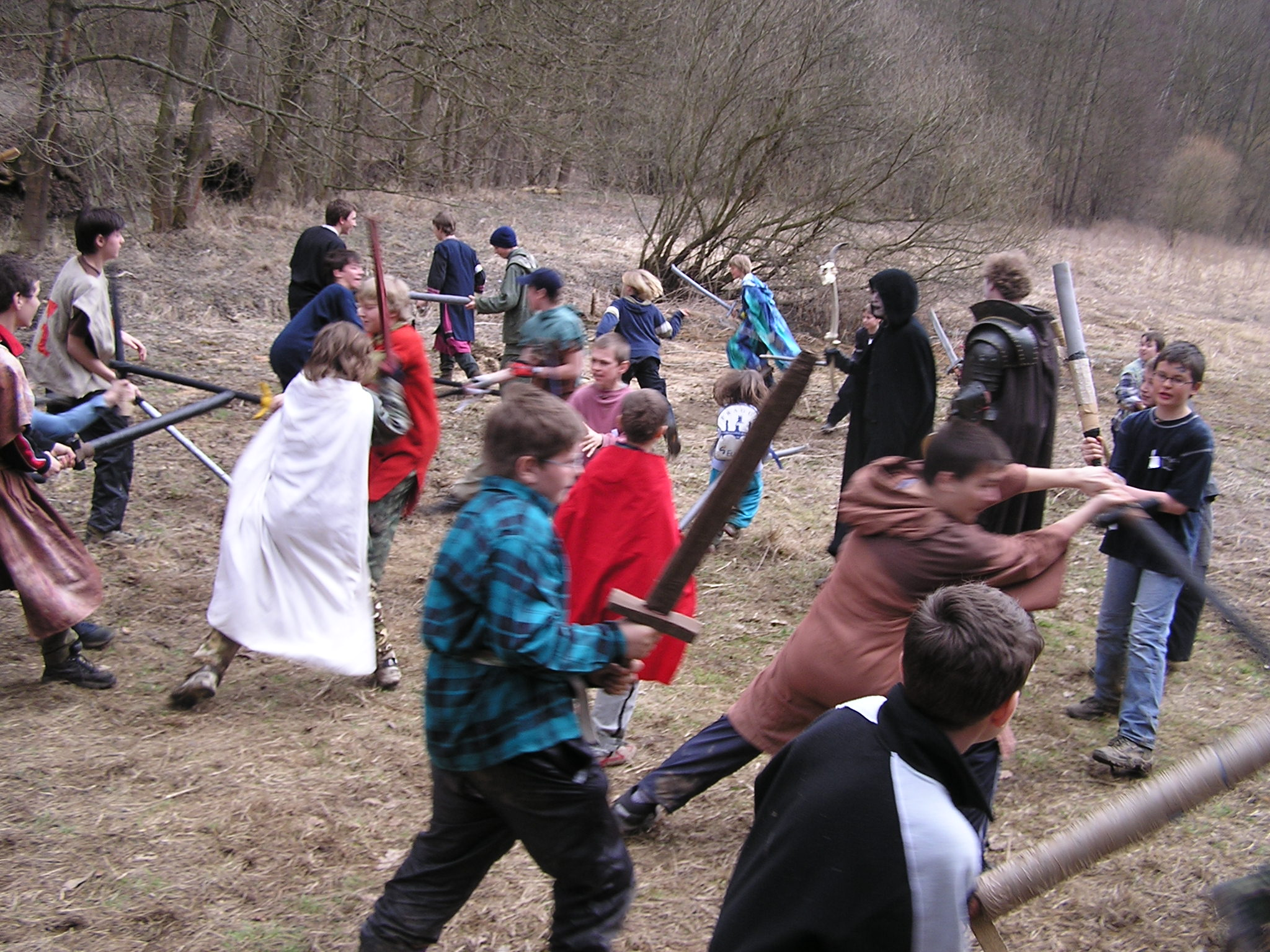
Kinder mit Papp- und Holzschwertern spielen Krieg, Tschechien 2006

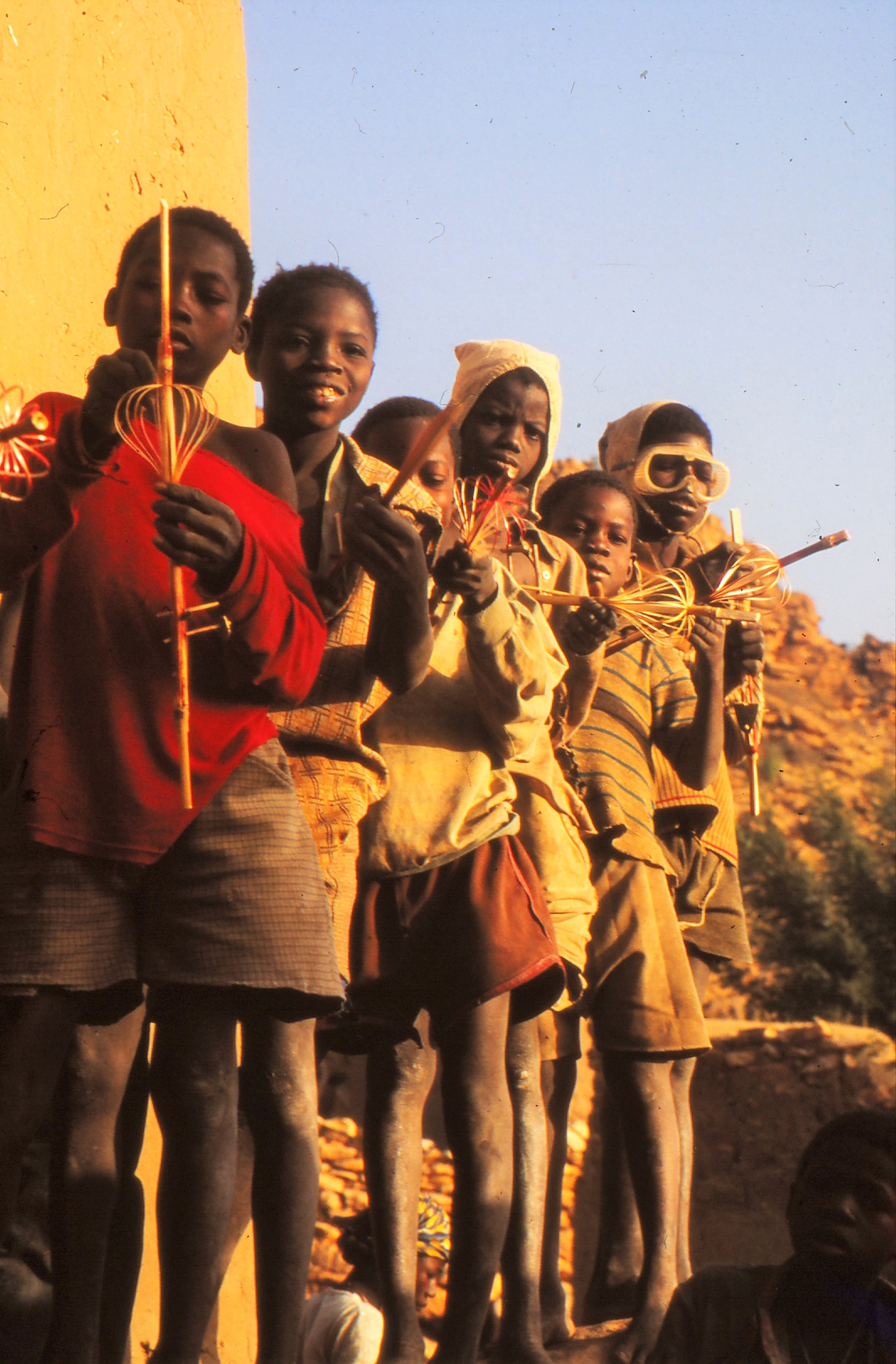
Jungen mit Spielzeuggewehren aus Hirsestängeln auf dem Markt von Tireli (Mali, 1980er-Jahre)

## Waffenarten
Die folgenden Waffen sind als traditionelles Spielzeug verbreitet:
- Bogenwaffen: Pfeil und Bogen, Armbrust
- Schusswaffen: Pistole, Gewehr, Steinschleuder
- Wurfwaffen: Speer, Bumerang, Lasso, Wurfaxt, Wurfmesser
- Hieb- und Stichwaffen: Messer, Schwert

Kinder verwenden einfache Stöcke als „Schwert“, „Dolch“ oder „Speer“ oder einen gekrümmten Ast als „Pistole“. Sie bauen sich ihren eigenen Bogen aus Haselnussstöcken und einer Schnur, schnitzen sich kunstvoll verzierte spitze und scharfe Schwerter, Dolche und Speere. Auch Steinschleudern und Bumerangs werden selbst gebaut und geschnitzt.
Auch Erwachsene benutzen Spielzeugwaffen; beispielsweise in Indianer-, Western- oder Mittelaltervereinen oder einfach als Sammler von Replikaten.
Die Spielzeugindustrie hat eine sehr große Vielfalt an Spielzeugwaffen im Angebot, von vereinfachten und verkleinerten Nachbildungen aus Kunststoff über originalgetreue Replikate bis zu voll funktionsfähigen Waffen. In verschiedenen Ländern gibt es gesetzliche Vorschriften, nach denen Spielzeugwaffen, beispielsweise durch Signalfarben, als solche kenntlich zu machen sind.
Viele Pistolen und Gewehre wirken durch Schussgeräusche noch realistischer. Hierzu gibt es relativ ungefährliche Munition für Spielzeugwaffen. Diese Zündplättchen sind in verschiedenen Ausführungsformen und Größen erhältlich. Wasserpistolen und Softguns („Erbsenpistolen“) bis zu einer Schussenergie von 0,08 Joule sind frei für Kinder ab drei Jahren. Ab 14 Jahren sind Softair-Waffen erhältlich mit einer Geschossenergie von unter 0,5 Joule.
Das herkömmliche physische Spielzeug wird seit dem Heraufkommen des medialen Zeitalters zunehmend durch virtuelle Spielzeugwaffen ersetzt, die heute bereits im Vorschulalter Zuspruch finden.

## Historische Betrachtung
Jungen werden seit Jahrhunderten und kulturübergreifend spielerisch an den Gebrauch von Waffen und das Erlernen kämpferischer Fertigkeiten herangeführt. Vor allem in Kriegs- und Kriegsvorbereitungszeiten gewinnt Kriegsspielzeug regelmäßig im Warenhandel und in der Bevölkerung an Bedeutung. Militärisches Blech-, Blei- und Zinnspielzeug lässt sich anhand von Warenkatalogen bis zum frühen 19. Jh. zurückverfolgen. Welch kleiner Mann möchte nicht gern ein großer Mann sein? Die uralte Leidenschaft der Nachahmung findet nur beim Kind eine vollkommene Erfüllung. Der Knabe mit Helm, Trommel, Trompete, Säbel und Gewehr glaubt wirklich ein echter Soldat zu sein.... schreibt Bernhard Kroner in einer Abhandlung zur Geschichte des Kriegsspielzeugs. In Jungenspielzeug seien Männlichkeitsideale enthalten, die von den spielenden Jungen nachempfunden und durchlebt werden. Dabei werden sie.....in der Entwicklung ihrer Geschlechtsidentität beeinflusst. In einem Aufruf der Spielzeugbranche  von 1933 heißt es Jeder Deutsche Junge muss zu Weihnachten wieder Bleisoldaten erhalten zur Pflege des deutschen Wehrgedankens. Szenarien wie „Cowboy und Indianer“, „Räuber und Gendarm“, „Ritter“, „Drachentöter“ werden genauso eingesetzt wie „Kampf gegen befeindete Gruppen“ oder „Selbstverteidigung“.
Seit der Friedensbewegung der 1970er-Jahre wird der Sinn solcher Spiele immer wieder infrage gestellt. Die Diskussion lebt vor allem nach Berichten über jugendliche Amok-Schützen regelmäßig wieder auf. Dabei wird argumentativ meist von unbewiesenen Transferannahmen auf die Einstellung und das Verhalten der Kinder und Jugendlichen ausgegangen, die sich allerdings weder für die Kriegs- noch für die seinerzeit als Kontrast kreierten Friedensspiele wissenschaftlich oder auch nur statistisch belegen lassen. Auf die Faszination des Kriegsspielens und die Begeisterung für entsprechende Waffen, die Stärke, Macht und Einfluss suggerieren und hochgradige Spannung versprechen, hatten die pädagogischen Bestrebungen bei den Spielbegeisterten bis heute jedoch nahezu keinen Einfluss. Das Interesse der Spielenden hat sich mit dem Wachsen der medialen Welten lediglich aus dem physischen stärker in die virtuellen Spielräume verlagert.

## Gesetzliche Regelungen
Spielzeugwaffen sind nicht generell verboten. Eine solche gesetzliche Maßnahme würde an der Unmöglichkeit scheitern festzulegen, was unter Spielzeugwaffen zu verstehen ist. Dennoch gelten in verschiedenen Ländern einschränkende Regelungen:
Mit der Verschärfung des Waffengesetzes im Jahre 2008 wurden in Deutschland bei Erfüllung bestimmter Kriterien Spielzeugpistolen als sogenannte Anscheinswaffen eingestuft. Damit ist das offene Tragen von „Waffen“, die auf den ersten Blick nicht von echten Waffen zu unterscheiden sind, verboten. Darunter fällt auch das Mitführen jeglicher Softairwaffen. Geregelt wird dies durch den § 42a (WaffG). Eine ähnliche rechtliche Regelung gilt z. B. auch in der Schweiz. Hintergrund ist die Gefahr, dass es – wie wiederholt geschehen – zu Verwechslungen und kritischen Situationen kommen kann, wenn Polizeibeamte nicht erkennen können, ob es sich bei einem Einsatz gegen einen vermeintlichen Täter um eine Spielzeugwaffe oder eine echte Schusswaffe handelt.

## Pädagogische Aspekte
Die ambitioniert geführten Diskussionen zu der Thematik „Kriegsspielzeug“ machen es Eltern und Erziehern nicht leicht, den rationalen Kern aus den oft vorurteilsbeladenen Meinungen und persönlichen Ängsten herauszufiltern und eine sachgerechte pädagogische Einstellung für die eigenen Erziehungsmaßnahmen zu finden. Kriegsspielzeug stellt sich in einer großen Vielfalt und Bandbreite dar, die Unkundigen die Übersicht erschwert.
Spielpädagogen raten Eltern und Erziehern vor allem zur Gelassenheit, aber auch zu einer aufmerksamen Beobachtung, wenn der Nachwuchs zu Kriegsspielzeug tendiert, um am spannenden Spiel teilnehmen zu können und vom Spiel mit den Gleichaltrigen nicht ausgeschlossen zu sein. Unerlässliche Voraussetzung dafür ist eine vorurteilslose rationale Befassung mit dem Wesen und Sinn von Spiel auf der Basis der Erkenntnisse der Spielwissenschaft. Von elementarer Bedeutung ist dabei die Unterscheidungsfähigkeit der Realitätsebene des Krieges, auf der bewusst ein Schädigen, Verletzen und Töten angestrebt wird, von der Symbolebene des Spiels, die auf ein freudebetontes, verletzungsfreies, strengen Regeln unterworfenes Handeln ausgelegt ist. Dieses Unterscheidungsvermögen muss von den Erwachsenen den Kindern und Jugendlichen vermittelt werden.